# Rayen-kasteel
Rayen-kasteel (Perzisch: ارگ راين, Arg-e Rayen) is een kasteel, gebouwd van adobe (soort aarde) in de provincie Kerman, (Iran). De middeleeuwse lemen stad Rayen is vergelijkbaar met Arg-e Bam, die werd verwoest door een aardbeving in december 2003. Rayen toont alle architectonische elementen van een verlaten citadel. Het is zeer goed bewaard gebleven, ondanks de vele natuurrampen die soortgelijke bouwwerken in de buurt hebben vernietigd. Het is een van de meest interessante locaties in Iran.
Rayen-kasteel werd bewoond tot 150 jaar geleden. De funderingen dateren uit het pre-islamitische Sassanidische tijdperk.